# Tachytrechus indicus
Tachytrechus indicus är en tvåvingeart som beskrevs av Octave Parent 1934. Tachytrechus indicus ingår i släktet Tachytrechus och familjen styltflugor. Inga underarter finns listade i Catalogue of Life.